# Gerhard Friedrich
Gerhard Friedrich (Leipzig, 6 de diciembre de 1910 - Dresde, 15 de enero de 2003) fue un fisiólogo vegetal, pomólogo y científico agrícola alemán.

## Trayectoria
Gerhard Friedrich estudió fisiología vegetal con Wilhelm Ruhland en la Universidad de Leipzig. Luego fue al instituto de investigación de cultivo de frutas Jork en Altes Land, cerca de Hamburgo. Bajo la dirección de Ernst-Ludwig Loewel, investigó temas relacionados con el tratamiento de la sarna del manzano y desarrolló una forma de recolectar esporas específicamente para ascosporas. Luego trabajó en la oficina de protección de plantas en Stuttgart. En 1951 fue nombrado profesor de la Universidad Martín Lutero de Halle-Wittenberg como director del «Instituts für Obst- und Gemüsebau» (Instituto para la producción de frutas y hortalizas). Allí fue supervisor del Levantamiento del 17 de junio, en el asunto del biólogo Gerhard Schmidt asesinado por policías. Friedrich comparó los juicios de los jueces de la RDA contra otros insurgentes con los procedimientos de Roland Freisler en el Tribunal Popular durante la dictadura nazi.
En 1956 se convirtió en director del Instituto de Horticultura Dresden-Pillnitz de la Academia Alemana de Ciencias Agrícolas en Dresde- Pillnitz. Allí estableció la investigación sobre la fisiología de las plantas, y la dirigió hacia el difícil terreno de los árboles frutales como plantas perennes. Durante los años siguientes realizó allí investigaciones básicas sobre las relaciones bioquímicas entre los procesos de formación de la flor, y rendimiento en frutales, teniendo en cuenta las condiciones ambientales y el comportamiento de la variedad. Sus resultados permiten ahora interpretar correctamente la investigación en genética molecular.
Además, el cultivo práctico de frutas siempre fue importante para él, razón por la cual inició la fundación de una granja de pruebas en Prussendorf. Esto se convirtió en un punto de contacto central para los fruticultores y científicos de todo el espacio económico de Europa del Este. Friedrich era de la opinión de que las frutas no solamente deberían cultivarse en tierras inferiores, si no que el cultivo de frutas debería intensificarse. Esta visión no se correspondía con los deseos políticos de la dirección del SED, lo que llevó a que Friedrich fuera retirado de su puesto en 1973 por la dirección política. Sin embargo, se le permitió mantener su escritorio en el instituto, que utilizó para transmitir sus conocimientos en libros. A pesar de la humillación sufrida por parte de la dirección política, Friedrich siguió acudiendo al instituto cada día a las 7 de la mañana hasta la vejez. 

## Honores y premios
- Doctorado honorario del Departamento de Horticultura de la Universidad Corvinus de Budapest
- Orden Patriótica del Mérito en Bronce
- Miembro honorario de la Sociedad para la Promoción de las Ciencias Agrícolas y Nutricionales de la Universidad Martin Luther Halle-Wittenberg e. V[4]

## Publicaciones
- «Der Verlauf der Zustandsindikatoren bei Apfelveredlungen» El curso de indicadores de condición en el procesamiento de manzanas , Halle (Saale), 1939.
- «Obstbau an Hängen, auf Halden und geringwertigen Böden» Fruticultura en laderas, escombreras y suelos pobres , Berlín, Deutscher Bauernverlag, 1952.
- «Probleme der Technik im Gartenbau» Problemas de tecnología en horticultura , Berlín, Academia Alemana de Ciencias Agrícolas, 1958.
- «Obstbau in Wort und Bild» Fruticultura en palabras e imágenes , Radebeul, Neumann, 1970 (novena edición en total)
- «Seltenes Kern-, Stein- und Beerenobst» Frutas raras de pepita, hueso y bayas , Neumann, 1985.
- «Nüsse und Quitten» Nueces y membrillos , Leipzig, Neumann, 1990